# Sepolcro di Roberto d'Angiò

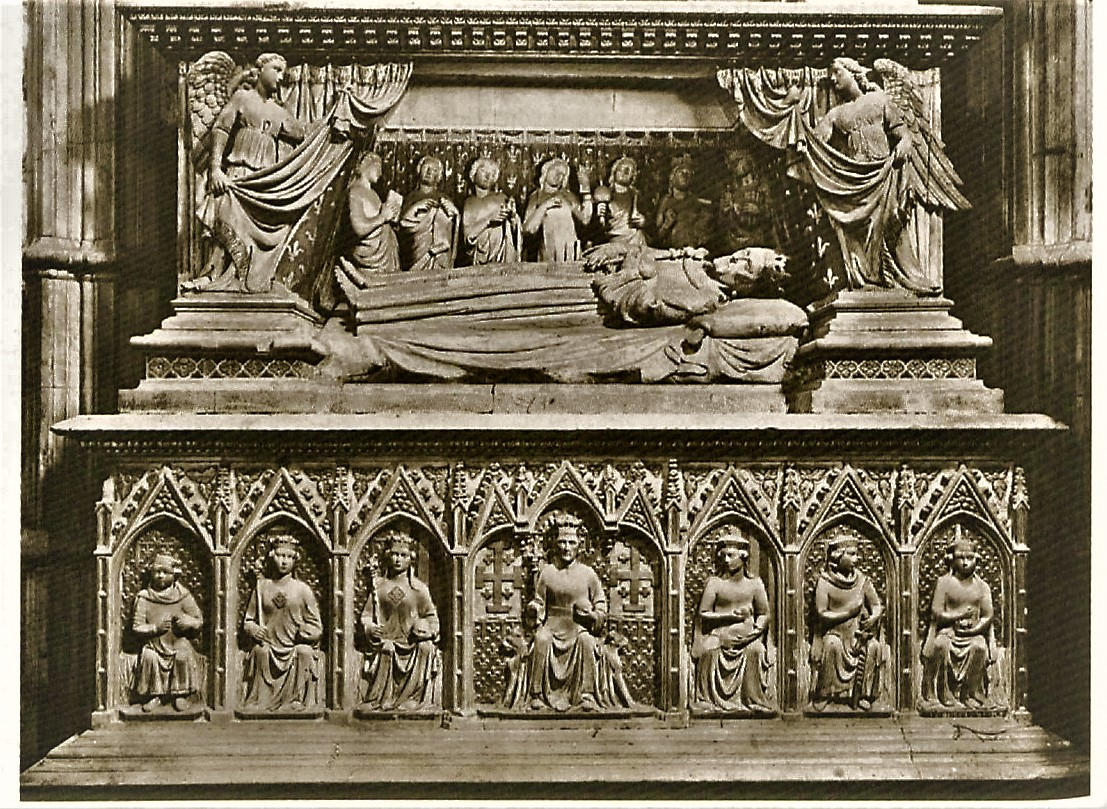
Il sarcofago prima del bombardamento dell'agosto 1943

Il sepolcro di Roberto d'Angio è un monumento funebre dedicato a re Roberto d'Angiò scolpito dagli scultori fiorentini Giovanni e Pacio Bertini tra il 1343 ed il 1345 per la basilica di Santa Chiara a Napoli.
L'aspetto del sontuoso monumento in stile gotico, tipico del periodo angioino; pur mutilo e frammentario, rappresenta uno dei più grandi monumenti funebri della città.

## Storia e descrizione
Il monumento è conservato sulla parete principale della basilica, immediatamente alle spalle dell'altare maggiore.
I materiali utilizzati dai fratelli toscani furono il marmo bianco ed il marmo dipinto. La scultura è alta 15 metri e, a causa di alcuni danni provocati da un incendio che colpì la basilica nel 1943, il suo aspetto ha subito qualche alterazione rispetto al disegno originale. Di fatto gli elementi decorativi che lo caratterizzano ed anche alcuni affreschi trecenteschi si sono conservati, mentre risultano completamente persi gli elementi della parte superiore del monumento raffiguranti probabilmente la salita in cielo di Roberto.
Nella base del monumento sono raffigurate sei sculture di Virtù che sorreggono l'opera; nella parte centrale-inferiore del monumento è il re, posto nel mezzo della scena, raffigurato al centro con tutta la famiglia: a sinistra ci sono Maria di Durazzo, Maria figlia di Carlo duca di Calabria, il figlio secondogenito Ludovico; a destra invece la prima moglie Violante d'Aragona, Carlo duca di Calabria, Maria di Valois, il figlio di Carlo di Calabria, Ludovico ed infine l'altro figlio del re angioino, Martino.
Più in alto re Roberto è rappresentato giacente nel sepolcro vestito con il saio francescano e contornato dalle figure allegoriche del trivio e quadrivio. Ancora più in alto invece vede il re sedere sul trono con ai piedi un'incisione scolpita che recita probabilmente le parole che il Petrarca spese nei confronti del sovrano:
(Incisione ai piedi della figura del re)
Nel coro delle monache della stessa basilica è invece conservato l'arcosolio del re, opera sempre dei fratelli Bertini.